# Frank Schätzing

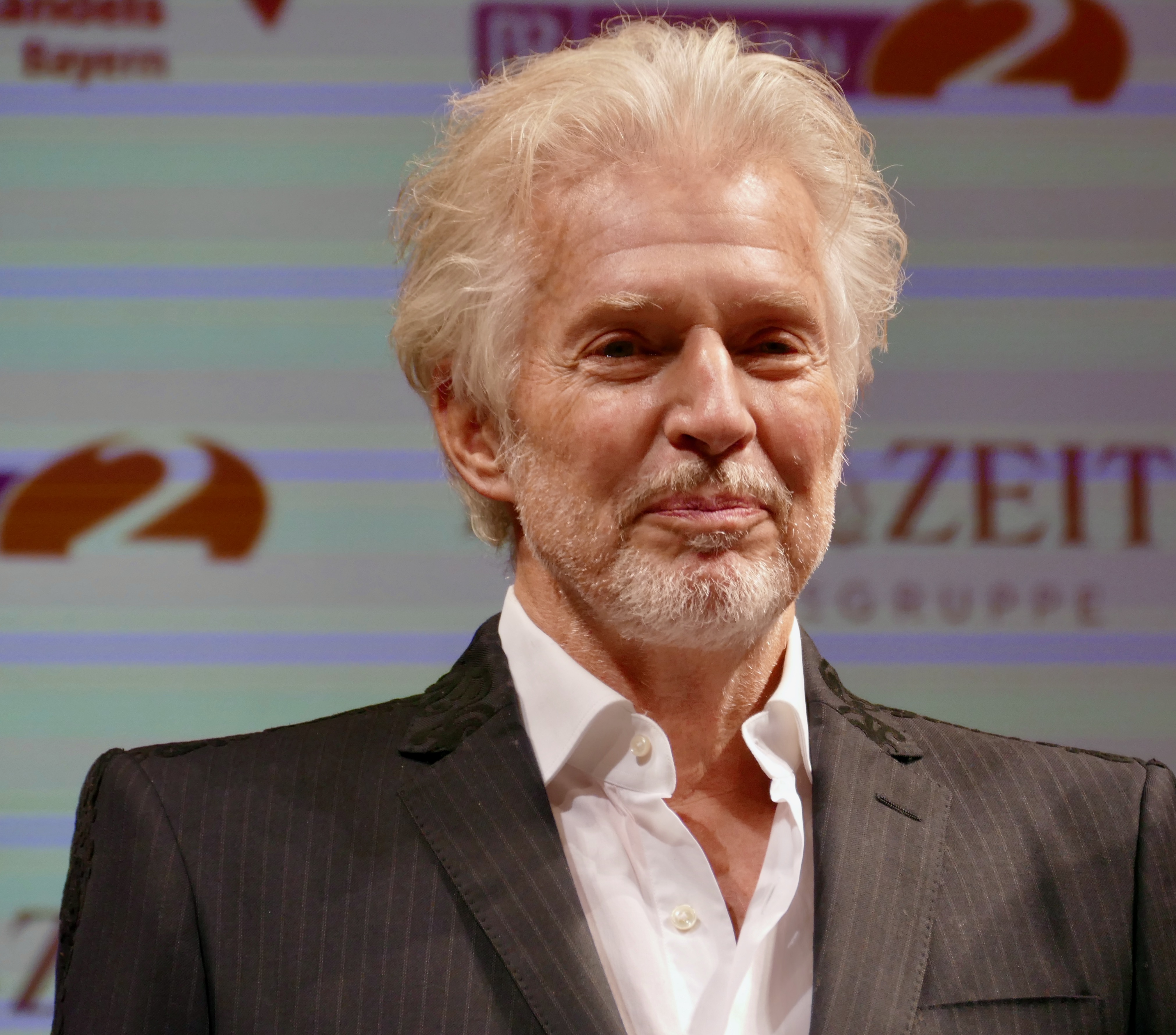
Frank Schätzing, 2021

Frank Schätzing (* 28. Mai 1957 in Köln) ist ein deutscher Schriftsteller. Sein bekanntestes Buch ist Der Schwarm. Schätzing tritt auch als Sprecher in einigen TV-Dokumentationen auf.

## Leben

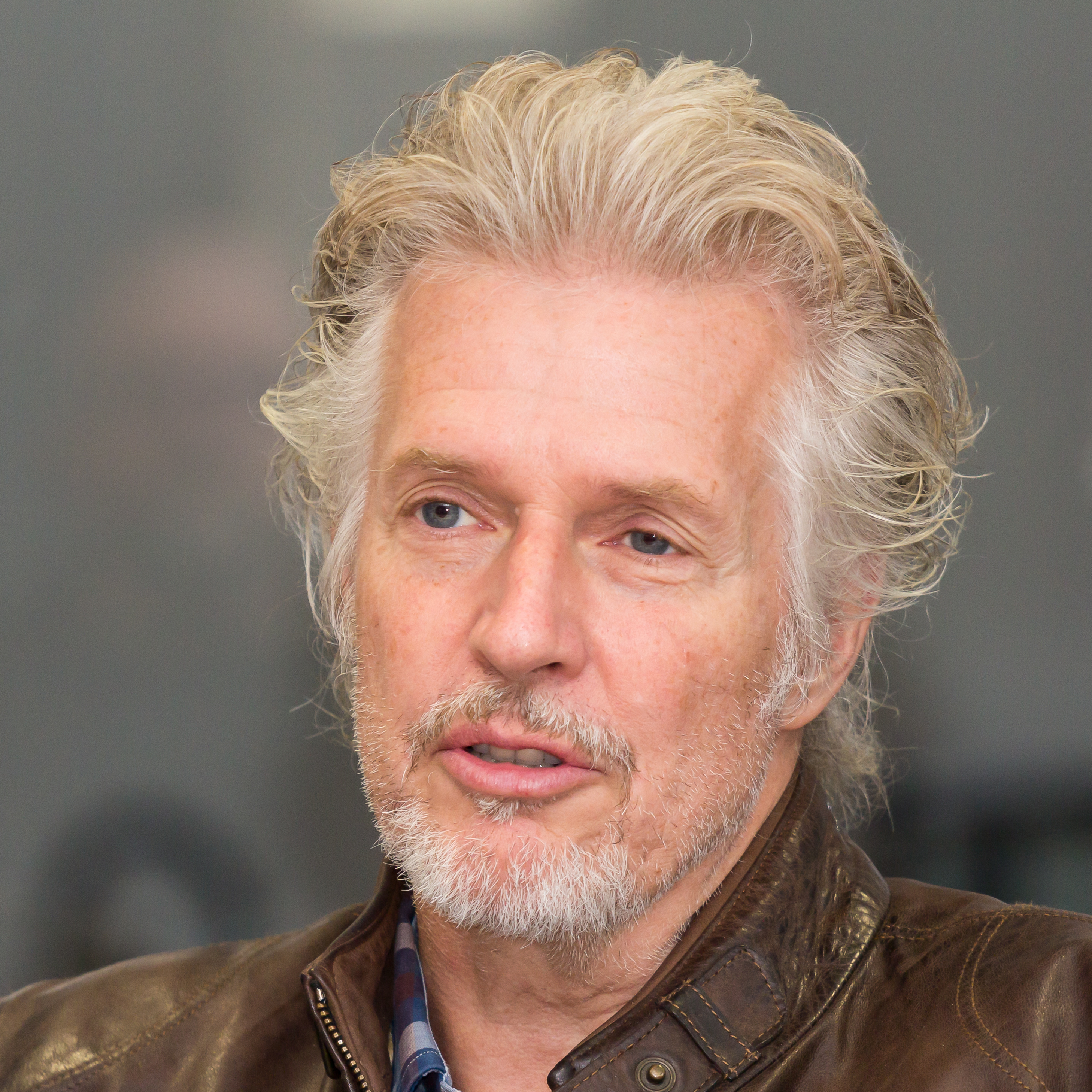
Frank Schätzing, 2015

Frank Schätzing studierte Kommunikationswissenschaft an der Westdeutschen Akademie für Kommunikation in Köln und war lange in der Werbebranche bei Warner als Creative Director in internationalen Agenturen-Networks tätig. Unter anderem war er Geschäftsführer der von ihm mitgegründeten Kölner Werbeagentur Intevi.
Seit Beginn der 1990er Jahre ist er als Schriftsteller in Erscheinung getreten. Nach einigen Novellen und Satiren veröffentlichte er 1995 erstmals einen historischen Roman (Kriminalroman) mit dem Titel Tod und Teufel. 2000 folgte der Politthriller Lautlos über den Weltwirtschaftsgipfel 1999.
Nachdem fünf seiner Bücher unter dem Etikett Köln-Krimi im Emons Verlag veröffentlicht wurden, wechselte Schätzing mit dem Konzept des Wissenschaftsthrillers Der Schwarm zu Kiepenheuer & Witsch.
Mit Der Schwarm, in dem eine unbekannte intelligente Lebensform aus der Tiefsee die Lebensgrundlagen der Menschheit bedroht, feierte Schätzing 2004 seinen bisher größten Erfolg. Plagiatsvorwürfe, nach denen Schätzing Teile seines Buches wortwörtlich abgeschrieben haben soll, konnten nicht bestätigt werden, entsprechende Ermittlungen wurden eingestellt.
Schätzings Werken war bis zum Erscheinen von Der Schwarm eher geringer und lokaler Erfolg im Raum Köln beschieden. Nach dem Erfolg dieses Romans hat jedoch der Goldmann Verlag die Taschenbuch-Rechte an den vorherigen Werken für eine Neuauflage erworben. Der Schwarm hat seit Erscheinen bis 2010 eine Gesamtauflage von rund 3,8 Millionen Exemplaren erreicht und wurde weltweit in 27 Sprachen übersetzt.
Im Jahr 2009 warb Frank Schätzing als Model für den Dessous- und Wäschehersteller Mey, und 2014 trat er im Tatort − Borowski und das Meer in einer Nebenrolle auf.
Frank Schätzing ist mit Sabina Valkieser-Schätzing (die in der Hörspielfassung von Der Schwarm Tina Lund spricht) verheiratet und lebt in Köln.
Am 24. April 2018 erschien sein Roman Die Tyrannei des Schmetterlings. Darin thematisiert er die Chancen und Gefahren künstlicher Intelligenz.
Im Dezember 2020 wurde Schätzing in das PEN-Zentrum Deutschland aufgenommen.

## Verfilmungen
Seine Bücher Die dunkle Seite und Mordshunger wurden im Auftrag von RTL verfilmt und ausgestrahlt.
Nachdem Der Schwarm ab 2006 ursprünglich als Film ins Kino hätte kommen sollen (die Rechte am Buch sicherten sich damals Till Grönemeyer sowie Ica († 2012) und Michael Souvignier, für Uma Thurman war eine Rolle vorgesehen), hat mittlerweile das ZDF eine Verfilmung als gleichnamige Fernsehserie umgesetzt. Diese entstand in internationaler Koproduktion im Rahmen der European Alliance als Serie von acht Folgen à 45 Minuten. Als Produzent konnte der für die Serie Game of Thrones bekannte Frank Doelger verpflichtet werden, während Frank Schätzing selbst an den Drehbüchern mitschrieb. Nachdem Schätzing und Doelger unterschiedliche Ansichten vertraten, wie das Thema umgesetzt werden soll, zog sich Schätzing aus dem Projekt zurück. Kurz vor Veröffentlichung der Serie äußerte er sich sehr kritisch zum Ergebnis. Doelger hatte die Handlung und Figuren gegenüber der Romanvorlage teils stark verändert.
Auf den Vorhalt, er schreibe seine Bücher so, dass sie leicht verfilmt werden könnten, antwortete Schätzing im März 2010: „Die Leute glauben, ich schriebe die Bücher so, dass sie verfilmt werden können. Es ist umgekehrt. Ich schreibe meine inneren Filme auf.“

## Interessen, Ansichten und gesellschaftliches Engagement
Laut eigener Aussage entspricht die Idee zum thematischen Aufbau seiner Bücher oft persönlichen Interessensgebieten und langjährigen Hobbys, seien es das Meer und das Tauchen, die Geschichte seiner Heimatstadt Köln oder internationale Politik. Außerdem unterstützt Schätzing mit Benefiz-Lesungen und als Beirat von Deepwave, einer Initiative zum Schutz der Hoch- und Tiefsee und einigen Delfinschutzprojekten, zahlreiche Umweltprojekte.
Im Jahr 2012 war Frank Schätzing ehrenamtlich als „Bootschafter“ der Deutschen Gesellschaft zur Rettung Schiffbrüchiger (DGzRS) tätig und warb für diese unabhängige und ausschließlich aus Spenden finanzierte, gemeinnützige Organisation.
Mit dem Buch „Was, wenn wir einfach die Welt retten“ hat Frank Schätzing im April 2021 bei Kiepenheuer und Witsch ein viel beachtetes Werk veröffentlicht, in dem er sich aus ganz unterschiedlichen Sichtweisen mit dem Klimawandel befasst. Das Buch ist eine Mischung aus Thriller, Interviews mit bekannten Politikern und biografischen Abschnitten. Manche ordnen es dem Genre der Sachliteratur zu. „Genauer hingeschaut ist das fast 340-Seiten-starke Buch über den Klimawandel allerdings eine bunte Mischung aus Nachschlagewerk, persönlichem Essay, Krimi und Theaterstück“, so das Handelsblatt.

„. . . Die Antwort darf nicht lauten, Politik sei die Kunst des Möglichen. Politik ist die Kunst, das Unmögliche möglich zu machen.“

Schätzing beteiligte sich im November 2012 als Redner an einer Kundgebung gegen rechte Gewalt unter dem kölschen Motto Arsch huh, Zäng ussenander.

## Werke

### Filmdokumentationen
- 2007: 2057 – Unser Leben in der Zukunft, ZDF, Terra X, (präsentiert und gesprochen von Frank Schätzing)[17]
- 20??: Interaktives Interview, Frank Schätzing über seine Rolle in der Doku 2057 und seine eigenen Zukunftsvisionen
- 2007: Die Rache der Ozeane, NDR.
- 2010: Universum der Ozeane, ZDF.

### Bücher

#### Köln-Krimis
Krimis von Frank Schätzing im Rahmen der Reihe Köln-Krimis
- Tod und Teufel. Roman. Emons, Köln 1995; Goldmann, München 2006, ISBN 3-89705-451-5.
- Mordshunger. Roman. Emons, Köln 1996; Goldmann, München 2006, ISBN 3-442-45924-9.
- Die dunkle Seite. Roman. Emons, Köln 1997; Goldmann, München 2007, ISBN 978-3-442-45879-0.
- Lautlos. Roman. Emons, Köln 2000; Goldmann, München 2006, ISBN 3-442-45922-2.

#### Reihe Jacop der Fuchs
- Tod und Teufel. Roman. Emons, Köln 1995; Goldmann, München 2006, ISBN 3-89705-451-5.
- Helden. Roman. Kiepenheuer & Witsch, Köln 2024, ISBN 978-3-462-00097-9.

#### Weitere Romane

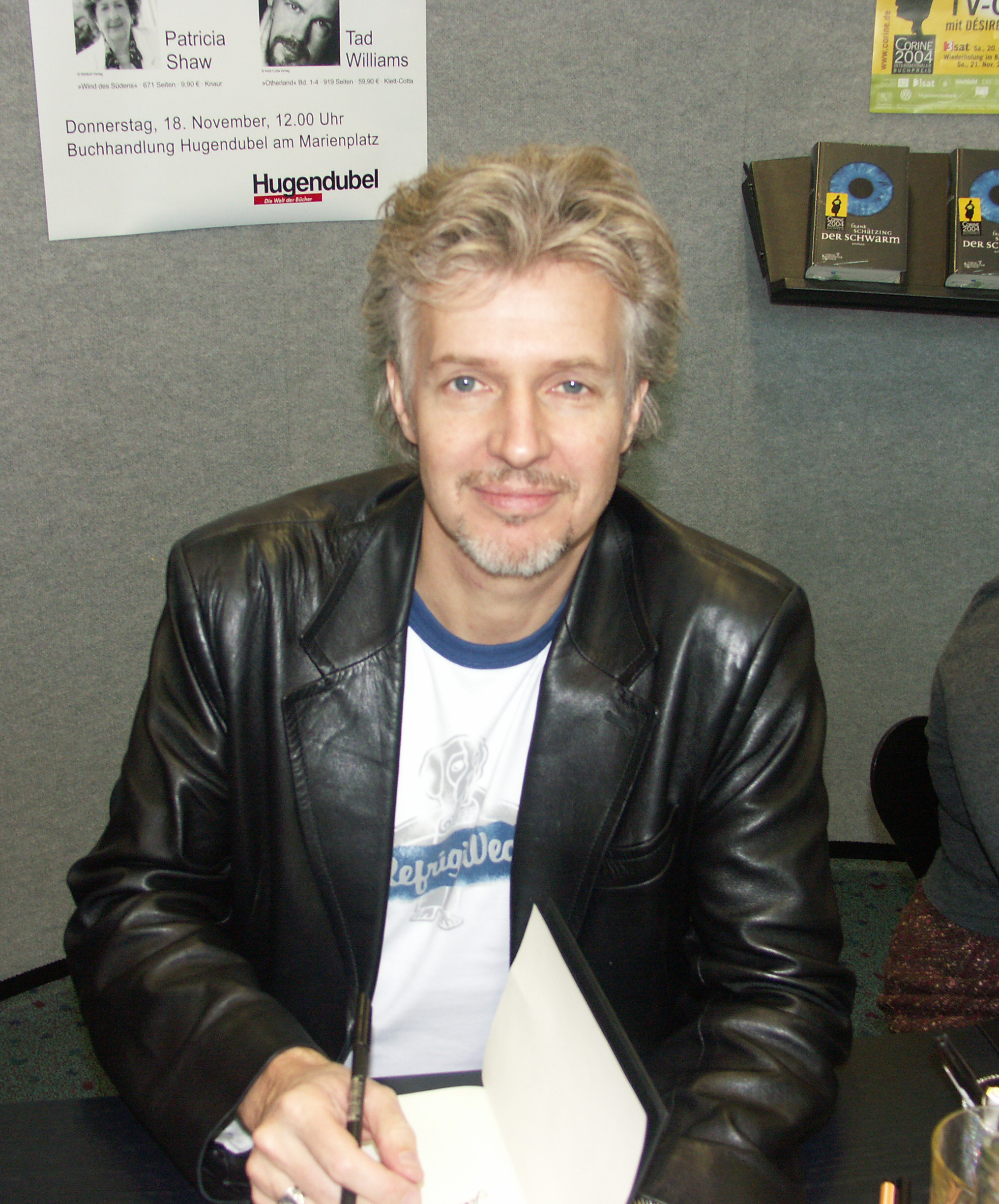
Frank Schätzing bei einer Signierstunde im November 2004 in München

- Keine Angst. Köln Kurz-Krimis. Emons, Köln 1997; Goldmann, München 2007, ISBN 978-3-442-45923-0.
- Der Schwarm. Roman. Kiepenheuer & Witsch, Köln 2004; Fischer Taschenbuch, Frankfurt am Main 2005, ISBN 3-596-16453-2. (Platz 1 der Spiegel-Bestsellerliste in den Jahren 2004 und 2005)
- Nachrichten aus einem unbekannten Universum. Eine Zeitreise durch die Meere. Kiepenheuer & Witsch, Köln 2006; Taschenbuch ebd. 2007, ISBN 978-3-462-03786-9. (Platz 1 der Spiegel-Bestsellerliste vom 17. April bis zum 4. Juni 2006)
- Limit. Roman. Kiepenheuer & Witsch, Köln 2009, ISBN 978-3-462-03704-3. (Platz 1 der Spiegel-Bestsellerliste vom 19. bis zum 25. Oktober 2009)
- Breaking News. Roman. Kiepenheuer & Witsch, Köln 2014, ISBN 978-3-462-04527-7. (Platz 1 der Spiegel-Bestsellerliste vom 17. März bis zum 4. Mai 2014)
- Die Tyrannei des Schmetterlings. Roman. Kiepenheuer & Witsch, Köln 2018, ISBN 978-3-462-05084-4. (Platz 1 der Spiegel-Bestsellerliste vom 5. bis zum 11. Mai und vom 19. Mai bis zum 15. Juni 2018)
- Was, wenn wir einfach die Welt retten? Handeln in der Klimakrise. Kiepenheuer & Witsch, Köln 2021, ISBN 978-3-462-00201-0.

### Als Herausgeber
- Carl Barks: Die tollkühnen Abenteuer der Ducks auf hoher See. Marebuch, Hamburg 2006, ISBN 3-936384-24-X (Auswahl und Kommentar).

### Hörbücher
- Keine Angst. Emons, Köln 2003, ISBN 3-89705-224-5 (3 CDs, Sprecher: Frank Schätzing u. a.)
- Der Schwarm. Der Hörverlag, München 2004, ISBN 3-89940-396-7 (10 CDs, Sprecher: Manfred Zapatka, Silke Haupt, Joachim Kerzel, Mechthild Großmann u. a., DE: Platin (Hörbuch-Award))[18]
- Der Puppenspieler. Der Hörverlag, München 2005, ISBN 3-89940-531-5 (1 CD, vollständige Lesung: Frank Schätzing)
- Ein Zeichen der Liebe. Der Hörverlag, München 2006, ISBN 3-89940-831-4 (1 CD, Sprecher: Jan Josef Liefers)
- Tod und Teufel. Der Hörverlag, München 2006, ISBN 3-89940-742-3 (7 CDs, Sprecher: Mario Adorf, Anke Engelke, Peter Matić, Cordula Stratmann u. a.)
- Nachrichten aus einem unbekannten Universum. Der Hörverlag, München 2006, ISBN 3-89940-854-3 (2 CDs, Sprecher: Frank Schätzing u. a.)
- Mordshunger. Der Hörverlag, München 2007, ISBN 978-3-89940-993-2 (5 CDs, Sprecher: Frank Schätzing)
- Limit. Der Hörverlag, München 2009, ISBN 978-3-86717-532-6 (20 CDs); ISBN 978-3-86717-580-7 (3 mp3-CDs) (Sprecher: Heikko Deutschmann)
- Lautlos. Der Hörverlag, München 2012, ISBN 978-3-86717-831-0 (2 mp3-CDs, Sprecher: Stefan Kaminski)
- Die Tyrannei des Schmetterlings. Der Hörverlag, München 2018, ISBN 978-3-8445-2978-4 (2 mp3-CDs, gekürzte Lesung, Sprecher: Sascha Rotermund)
- Was, wenn wir einfach die Welt retten? Handeln in der Klimakrise. Der Hörverlag, München 2021, ISBN 978-3-8445-4322-3 (1 mp2-CD, vollständige Lesung, Sprecher: Frank Schätzing, mit Annette Frier)
- Helden. Der Hörverlag, München 2024, ISBN 978-3-8445-5287-4 (3 CD, vollständige Lesung, Sprecher: Simon Jäger)

## Auszeichnungen
- 2002: KölnLiteraturPreis
- 2004: Corine in der Sparte Belletristik
- 2005: Kurd-Laßwitz-Preis für Der Schwarm als bester Science-Fiction-Roman des Jahres
- 2005: Deutscher Science-Fiction-Preis für Der Schwarm
- 2005: Goldene Feder für Der Schwarm
- 2005: Deutscher Krimi Preis für Der Schwarm
- 2006: Dr. Kurt Neven DuMont-Medaille der Westdeutschen Akademie für Kommunikation
- 2007: „Stein im Brett“-Preis des Berufsverband Deutscher Geowissenschaftler (BDG)
- 2007: Premio Bancarella
- 2009: Elisabeth-Mann-Borgese-Meerespreis
- 2011: Deutscher Meerespreis
- 2021: Bayerischer Buchpreis: Ehrenpreis des Bayerischen Ministerpräsidenten[19]
- 2025: Ehren-GLAUSER des Syndikats